# Brutus (software)

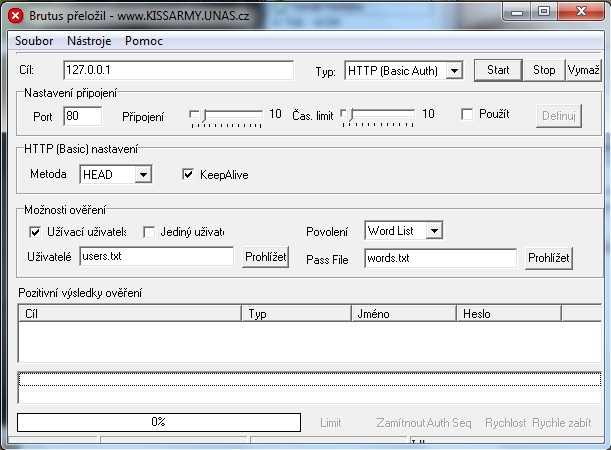
Rozhraní programu Brutus (verze AET2)

Brutus je v informatice program na zjišťování hesel pro protokoly HTTP, FTP, POP3, Telnet a další.
Program umožňuje získat heslo dvěma způsoby:
1. Použití slovníku
2. Řešení hrubou silou

## Použití slovníku
Použití slovníku vede k získání hesla jen tehdy, pokud je ve slovníku (anglicky wordlist) potenciální heslo uvedeno. Program nedělá nic jiného, než že zkouší v rychlých sekvencích všechna slova ze slovníku aplikovat jako heslo. V případě shody program vypíše, jaké heslo je k danému účtu správné. Slovníků je ve volné formě ke stažení na internetu nespočet – od jmen domácích zvířat, jmen měst, či jen nesmyslně uspořádaných znaků.

## Řešení hrubou silou
Metoda hrubé síly (brute force) je hodně zdlouhavá, ale je jisté, že program na heslo dříve či později přijde. Je to zaručeno tím, že program začíná zkoušet všechny znaky a jejich kombinace z tabulky znaků, v případě, že ji projde celou a shodu nenalezne, přidá další znak a testuje jejich kombinace znovu. Pokud je hledané heslo příliš dlouhé, čas na rozluštění hesla touto metodou se může dostat až na stovky a více let.